# Tuntià
El sistema tuntià o duntià (屯田制) va ser un sistema d'agricultura iniciat en la Dinastia Han Occidental. Va ser practicat pel senyor de la guerra Cao Cao durant el Període dels Tres Regnes.

## Rerefons
Si bé el sistema tuntià es va fer famós per l'administració de Cao Cao, els seus propis escrits mostren que el sistema havia estat establert ja en la Dinastia Han Occidental, sota el govern de l'Emperaor Wu, on soldats destinats en expedicions llunyanes es van posar a treballar la conversió de l'agricultura i la terra conquerida, tant per a proporcionar aliments a l'exèrcit com reconvertir la regió conquerida en una basada en l'agricultura - en efecte, una conquesta econòmica. Després de la mort de l'Emperador Wu, això no obstant, el sistema va ser utilitzat esporàdicament i, per tant, va ser menys eficaç.
Els anys finals de la Dinastia Han Oriental va ser testimoni d'una gran pertorbació econòmica i d'una devastació generalitzada, en particular mitjançant la Revolta dels Turbants Grocs del 184 EC; la producció agrícola en particular va patir greument, i els moviments de població des de zones de guerra va donar lloc a fluxos massius de refugiats. Va ser sota aquestes circumstàncies que l'ús de Cao Cao del sistema tuntià va fer el seu impacte en la recuperació econòmica de la Xina després de tants danys soferts amb anterioritat.